# 大帽山高地灌木林區特別地區
大帽山高地灌木林區特別地區（劃定於1977年6月14日），簡稱大帽山高地灌木林，是一個位於香港新界中西部的城門郊野公園（並非大帽山郊野公園）內鄰近大帽山一帶的特別地區，佔地130公頃。該特別地區是香港首批劃定的特別地區之一。
另一方面，該地於1975年9月15日被鑑定為具特殊科學價值地點。該處的植物包括有1885年首次發現的穗花杉、1956年發現的葛量洪茶、香花茶，以及30種蘭花等。